# Patamania
Le Patamania est un jeu de société créé par Agnès Quintin et édité par la société Sentosphère en 1998.
Utilisant une technique similaire au Pictionnary, il s'agit de faire deviner un mot aux autres joueurs en utilisant de la pâte à modeler.
En 1999, le jeu reçoit le prix As d'or Jeu de l'année.